# Eriosphaeria aggregata
Eriosphaeria aggregata är en svampart som beskrevs av E. Müll. & Munk 1964. Eriosphaeria aggregata ingår i släktet Eriosphaeria och familjen Trichosphaeriaceae.   Inga underarter finns listade i Catalogue of Life.